# Kreuzkirche (Saarbrücken-Herrensohr)

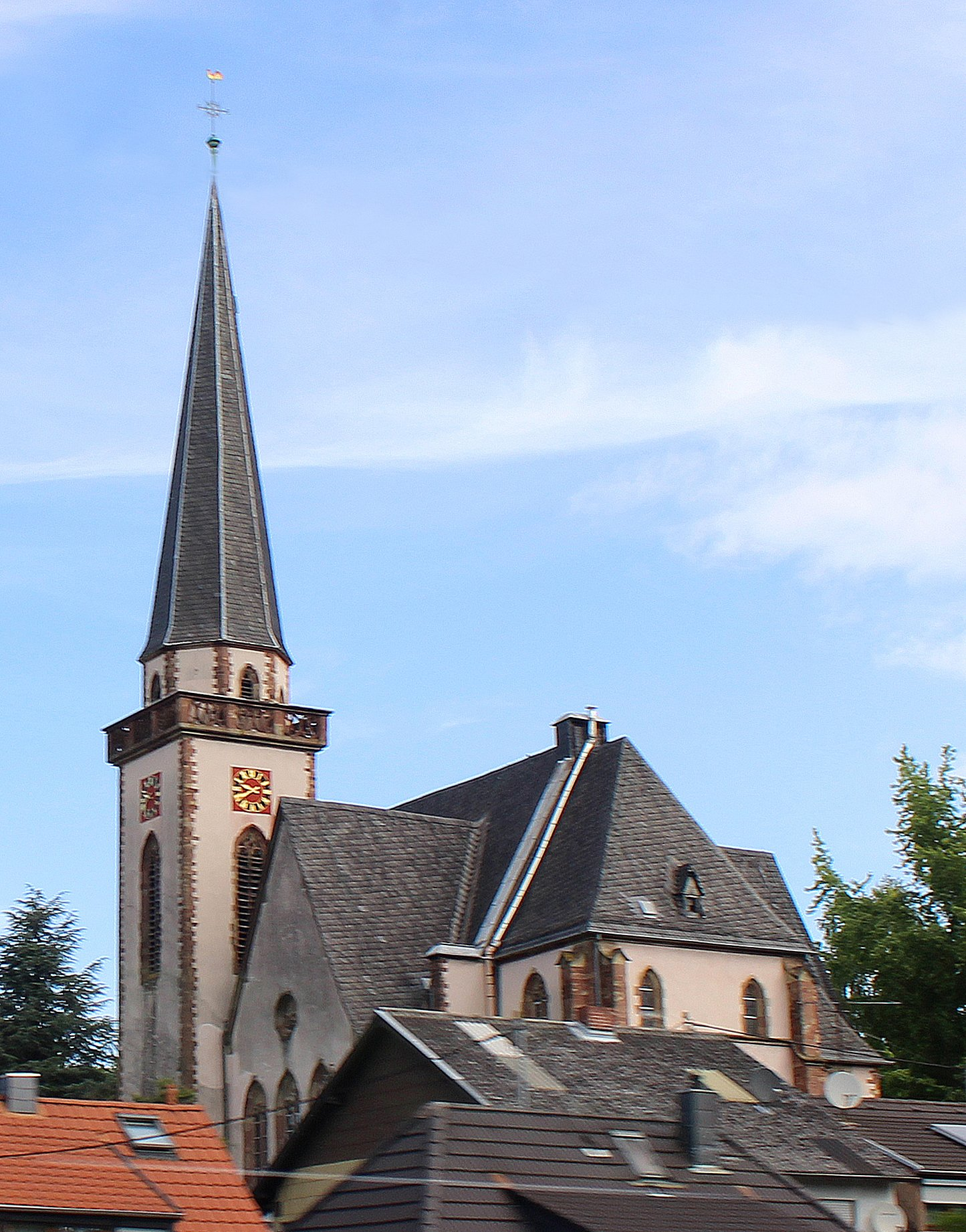
Kreuzkirche

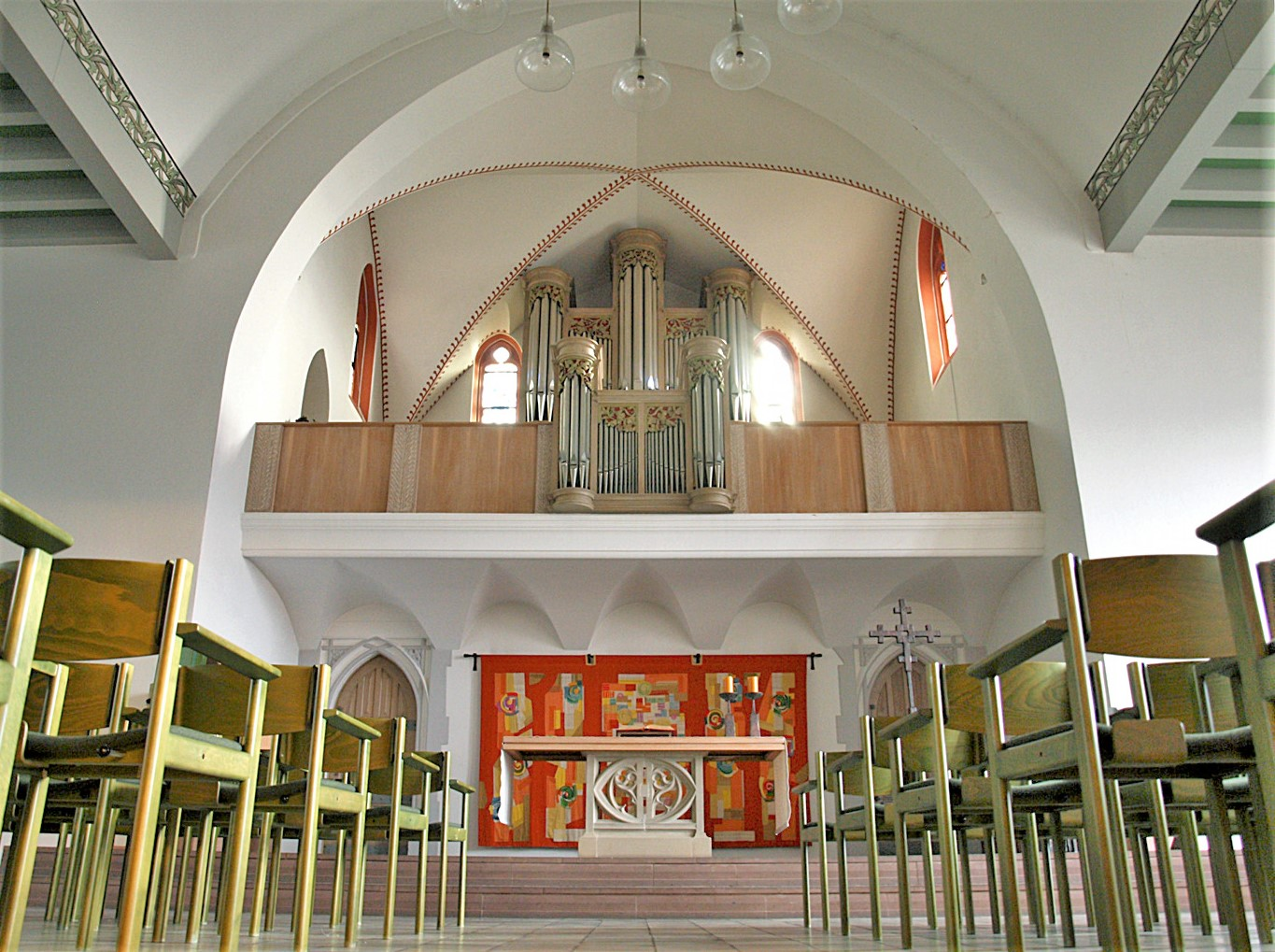
Blick ins Innere

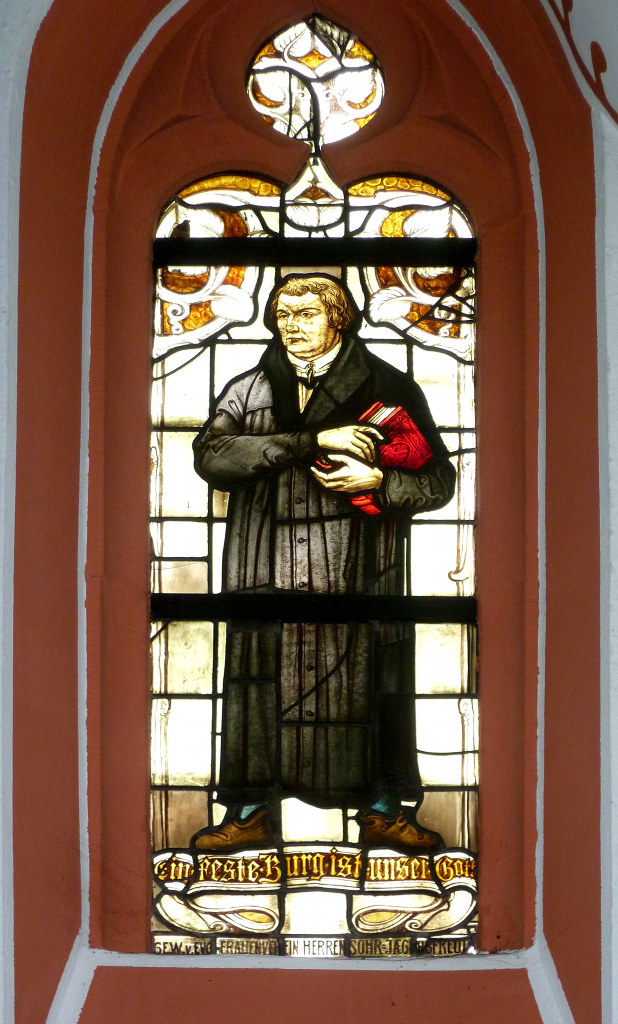
Kirchenfenster

Die Kreuzkirche in Herrensohr, einem Stadtteil der saarländischen Landeshauptstadt Saarbrücken, ist eine Kirche der Evangelischen Kirchengemeinde Dudweiler/Herrensohr, die dem Kirchenkreis Saar-Ost der Evangelischen Kirche im Rheinland zugeordnet ist. In der Denkmalliste des Saarlandes ist die Kirche als Einzeldenkmal aufgeführt.

## Geschichte
Aufgrund des starken Bevölkerungswachstums im 19. Jahrhundert vergrößerte sich die Kirchengemeinde Dudweiler immer mehr und neue Gemeinden entstanden. Im 1856 gegründeten Dudweiler Bergarbeiterortsteil Herrensohr entstand am 1. Januar 1903 eine evangelische Kirchengemeinde. Um dem Wunsch der Herrensohrer Gemeindemitglieder nach einer eigenen Kirche nachzukommen, wurde bereits 1893 ein Kirchenbauverein gegründet. Bis zum Bau der Kirche fanden die Gottesdienste ab 1899 zunächst in einem Schulsaal statt.
Von 1908 bis 1909 erfolgte der Bau der Kirche nach Plänen des Architekten Oskar Hossfeld, der als Geheimer Oberbaurat im preußischen Ministerium der öffentlichen Arbeiten in Berlin für mit staatlicher Unterstützung zu errichtende Kirchenbauten zuständig war. Die örtliche Bauleitung übte der Trierer Architekt Ernst Brand aus.
Am 30. Januar 1910 wurde das fertiggestellte Gotteshaus eingeweiht. Gleichzeitig mit dem Kirchengebäude entstanden in unmittelbarer Nähe auch das Pfarr- und das Schwesternhaus.
Von 1946 bis 1958 musste die Kirche wegen Bergschäden saniert werden. Durch Sturmschäden im Jahr 1951 wurden 2/3 des Kirchendachs abgedeckt. 1959–1960 erfolgte der Einbau eines Jugendraums in das Sockelgeschoss. In den 1960er Jahren erlitt die Kirche weitere Bergschäden, und bis 1971 mussten am Außenbau weitere Sanierungsmaßnahmen vorgenommen werden, die von den Architekten Windecker und Gorges (Dudweiler) geleitet wurden.
Da der Gemeinde ein geeignetes Gemeindehaus fehlte, wurde die mittlerweile zu große Kirche von 1973 bis 1975 unter der Leitung des Trierer Architekten Heinrich Otto Vogel in Zusammenarbeit mit Architekt Martin Vogel zu einem Gemeindezentrum umgebaut. Dabei wurden in das Kirchengebäude weitere Gemeinderäume eingebaut, der eigentliche Gottesdienstraum verkleinert und eine Decke für ein neues Geschoss eingezogen. Aus der Langhauskirche wurde eine Querhauskirche. Zum Abschluss der Umbauarbeiten erhielt die Kirche den Namen Kreuzkirche.

## Architektur und Ausstattung
Das Kirchengebäude wurde im neugotischen Stil erbaut. Bei der Errichtung der Kirche richtete man sich nach dem Wiesbadener Programm, das Forderungen an den evangelischen Kirchenbau beinhaltet. So sind Altar, Kanzel und Orgel im Inneren des Gotteshauses übereinander angeordnet.
Zur Ausstattung der Kirche gehören Farbverglasungen. Des Weiteren verfügt die Kirche über ein Geläut aus vier Glocken von der Gießerei Otto (Saarlouis), das 1958 angeschafft wurde.

## Orgel
Die Orgel wurde 1979 von der Firma Manufacture d’Orgues Muhleisen (Strasbourg, Elsass) in einem Prospekt aus Eichenholz erbaut. Das Instrument mit mechanischen Schleifladen verfügt über 17 Register, verteilt auf zwei Manuale und Pedal und ist auf einer Empore aufgestellt. Der Spieltisch ist freistehend mit Blick zur Orgel. Eine Besonderheit der Orgel ist die ungleichschwebende Stimmung.
| I Rückpositiv C–f3 |                  |        |
| 1.                 | Bourdon          | 8′     |
| 2.                 | Principal        | 4′     |
| 3.                 | Quarte de Nazard | 2′     |
| 4.                 | Nazard           | 2 ⁄3′  |
| 5.                 | Tierce           | 1 3⁄5′ |
| 6.                 | Larigot          | 1 ⁄3′  |
| 7.                 | Voix humaine     | 8′     |
|                    | Tremblant        |        |

| II Hauptwerk C–f3 |                |    |
| 8.                | Principal      | 8′ |
| 9.                | Flûte à fuseau | 8′ |
| 10.               | Prestant       | 4′ |
| 11.               | Doublette      | 2′ |
| 12.               | Plein jeu IV   |    |
| 13.               | Cornet V       |    |
| 14.               | Trompette      | 8′ |

| Pedal C–d1 |           |     |
| 15.        | Soubasse  | 16′ |
| 16.        | Flute     | 8′  |
| 17.        | Trompette | 8′  |

- Koppeln: I/II, I/P, II/P

## Glocken
Die Kirche verfügt über vier Bronzeglocken, die im Jahr 1958 von der Saarlouiser Glockengießerei, welche von Karl (III) Otto von der Glockengießerei Otto in Bremen-Hemelingen und Aloys Riewer gegründet worden war, gegossen wurden. Die Glocken sind gestimmt auf g′ – b′ – c′ – d′′. Die Glocken haben folgende Durchmesser: 1042 mm, 876 mm, 780 mm, 695 mm und wiegen zirka: 700 kg, 400 kg, 300 kg, 200 kg.